# Sammy
Sammy az amerikai Szökés című sorozat egyik kitalált szereplője. Laurence Mason alakítja.

## Szerepek

### 3. évad
Sammyvel az évad legelső epizódjában találkozhatunk, amikor párbajban megöl egy másik rabot. Sammyt ezután Lechero egyik legjobb embereként ismerhetjük meg, aki minden feladatot elvégez. Többször szócsatázik Zsebessel, aki egyre feljebb kerül Lechero embereinek ranglétráján. Később egyre több nézeteltérése lesz Lecheróval, végül pedig a börtön falain kívülről egy pisztolyt kap Lechero unokatestvérétől, Augustótól. Így átveszi a hatalmat a börtön felett, majd ezt kihasználva vérdíjat tűz ki Michael fejére. 
Nagy meglepetésére Bellick párbajra hívja, ám Sammy kénytelen félbehagyni azt, mivel rájönnek, hol van Michael. Mikor néhány emberével elfogja Michaelt, Whistlert, Mahone-t és Lecherót a börtön alatti alagútban, rájön, hogy szökés van előkészületben. Feláll, hogy megnézze a támasztékokat, ám akkor az alagút beszakad, és halálra nyomja Sammyt.